# Curt Gallenkamp
Curt Gallenkamp (parfois Kurt), né le 17 février 1890 à Wesel et mort le 13 avril 1958 à Wiesbaden est un General der Artillerie allemand au sein de l’armée impériale allemande avant et au cours de la Première Guerre mondiale, puis dans la Reichswehr dans l’entre-deux-guerres, et enfin dans la Wehrmacht au cours de la Seconde Guerre mondiale.
Il est condamné pour crime de guerre en 1947.

## Biographie
Sorti de l’Académie militaire en 1909, il gravit les premiers échelons de la hiérarchie au 7e régiment d'artillerie de campagne (de), puis au 15e régiment d'artillerie de campagne. C’est dans cette unité qu’il est blessé au début de la Première Guerre mondiale. Oberleutnant le 25 février 1915, il passe au 259e régiment d’artillerie de campagne, fait un rapide passage dans l’infanterie à l’été 1917. Il obtient le grade de capitaine (Hauptmann) fin 1917, puis termine la guerre à divers postes dans les états-majors.
Sous la république de Weimar, il accomplit des missions variées, occupe un poste au ministère de la Guerre (1922-23 et 1927), est envoyé en URSS, et passe aux 5e (Fulda) et 4e régiment d'artillerie (Halberstadt). Il est lieutenant-colonel à l’avènement du Troisième Reich, et général en 1938, occupant divers postes d’état-major et dans les services,.
Au début de la Seconde Guerre mondiale, il est chef d’état-major du IIIe corps d’armée (jusqu’au 27 septembre 1939), où il participe à l’invasion de la Pologne. Il commande ensuite la 78e division d’infanterie jusqu’à fin 1941. En mai 1942, le commandement du LXXXe (80e) corps d’armée lui est attribué. C’est là qu’il ordonne l’exécution de 33 SAS et d’un pilote de l’US Air Force capturés en forêt de Verrières (voir opération Bulbasket). Il est mis en réserve du quartier-général de l’armée de Terre (la Heer) le 7 août 1944, et c’est dans cette situation qu’il est fait prisonnier en avril 1945.
Il est jugé en mars 1947 par un tribunal militaire britannique à Wuppertal pour l’exécution des 30 SAS et du pilote de l’US Air Force, le 7 juillet 1944, en forêt de Saint-Sauvant, et de trois autres SAS tués par injection sur leur lit d’hôpital. Condamné à la pendaison, sa peine est commuée en prison à vie. Il reste emprisonné du 12 avril 1945 au 26 février 1952, puis est libéré.

## Décorations
- Croix de fer (1914)
  - 2e classe
  - 1re classe
- Insigne des blessés (1914)
  - en noir
- Croix hanséatique de la ville de Hambourg
- Croix d'honneur pour combattants 1914-1918
- Agrafe de la Croix de fer (1939)
  - 2e classe
  - 1re classe
- Croix de chevalier de la Croix de fer
  - Croix de chevalier le 19 novembre 1941 en tant que Generalleutnant et commandant en chef de la 78e division d'infanterie[3].